# Mark Shreeve
Mark Shreeve (Great Yarmouth, 2 giugno 1957 – 31 agosto 2022) è stato un compositore britannico di musica elettronica.

## Biografia
Dopo aver cominciato a pubblicare i primi lavori su musicassetta per l'etichetta Mirage label, continuò a pubblicare per la neonata Jive Electro nei primi anni ottanta realizzando gli album Assassin, Legion e Crash Head. Il suo ultimo album, Nocturne, fu realizzato nel 1995 e un CD dal vivo, Collide, fu pubblicato nel 1996 contenente la performance di Shreeve agli EMMA nel 1994.
Mark ha anche composto la colonna sonora per diversi film, documentari e ha registrato un numero di CD di musica da produzione (stock music o musica per sonorizzazioni, usata come colonna per notiziari, sceneggiati e produzioni audiovisive) e ha raggiunto il successo scrivendo canzoni per Samantha Fox durante gli anni '80. Degna di nota la collaborazione con Chris Franke dei Tangerine Dream. Inoltre, ha collaborato con il produttore di sintetizzatori Ed Buller.
Nel 1996, Mark ha formato il gruppo Redshift insieme a suo fratello Julian, James Goddard e Rob Jenkins. Il gruppo ha registrato nove album (aggiornato a giugno 2016) e suonato concerti nel Regno Unito ed Europa, incluso un live alla Jodrell Bank Observatory.
È morto il 31 agosto 2022 all'età di 65 anni.

## Discografia solista
- Embryo (1980)
- Ursa Major (1980)
- Thoughts Of War (1981)
- Fire Music (1981)
- Phantom (1981)
- Assassin (1984)
- Legion (1985)
- Crash Head (1988)
- Oracle (1989)
- Riding the Edge (1989)
- Energy Fountain (1990)
- Powerhouse (1991)
- Pulsar (1991)
- Nocturne (1995)
- Collide (Live at EMMA) (1996)